# Brune-Test
Der Brune-Test dient dem Überprüfen der Zulässigkeit einer Zusammenschaltung von Zweitoren im Rahmen der Analyse elektrischer Netzwerke und Schaltungen. Benannt wurde der Brune-Test nach dem südafrikanischen Ingenieur Otto Brune.
Angewendet wird dieser Test vor allem für erdsymmetrische Vierpole, die keine durchgehende Verbindung haben. Es wird bei deren Zusammenschaltung die Torbedingung, auch als Gegentaktstrombedingung bezeichnet, die bei der Herleitung der Vierpolparameter der Einzelvierpole angenommen wurde, üblicherweise verletzt.

## Reihenschaltung von Vierpolen
Um zu prüfen, ob zwei Vierpole jeweils am Eingang und Ausgang in Reihe geschaltet werden können, schaltet man zunächst die Eingänge in Reihe, legt dort eine Spannung an und misst/berechnet die Leerlaufspannung zwischen den ausgangsseitig zu verbindenden Klemmen. Ist hier eine Spannung vorhanden, dürfen die Vierpole nicht zusammengeschaltet werden. Der gleiche Test wird aus Richtung der Ausgänge wiederholt: Reihenschaltung der Ausgänge, Anlegen einer Spannung, Messung/Berechnung der Leerlaufspannung zwischen den eingangsseitig zu verbindenden Klemmen. Nur wenn in beiden Fällen keine Spannung vorhanden ist, ist eine Reihenschaltung der Einzelvierpole zulässig.

## Parallelschaltung von Vierpolen
Um zu prüfen, ob zwei Vierpole jeweils am Eingang und Ausgang parallel geschaltet werden können, schaltet man zunächst die Eingänge parallel, legt dort eine Spannung an und misst/berechnet die Leerlaufspannung zwischen den jeweils kurzgeschlossenen Ausgängen. Ist hier eine Spannung vorhanden, dürfen die Vierpole nicht zusammengeschaltet werden. Der gleiche Test wird aus Richtung der Ausgänge wiederholt: Parallelschaltung der Ausgänge, Anlegen einer Spannung, Messung/Berechnung der Leerlaufspannung zwischen den jeweils kurzgeschlossenen Eingängen. Nur wenn in beiden Fällen keine Spannung vorhanden ist, ist eine Parallelschaltung der Einzelvierpole zulässig.

## Hybridschaltung von Vierpolen
Für die Hybridschaltung (Reihen-Parallelschaltung) und die inverse Hybridschaltung (Parallel-Reihenschaltung) gelten analoge Überlegungen wie oben.